# Rainha do grito

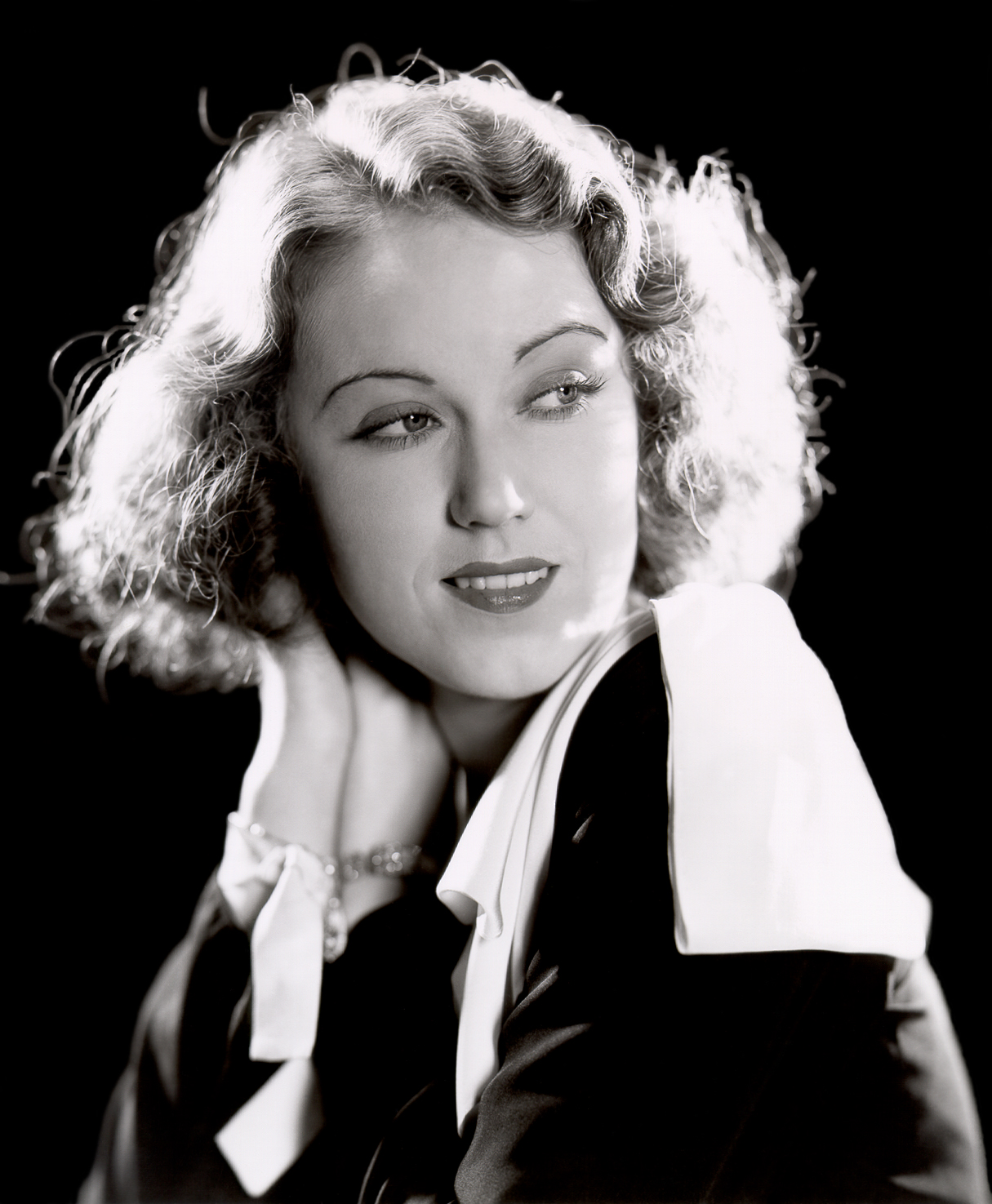
A atriz Fay Wray é considerada uma das primeiras rainhas do grito.

Rainha do grito (em inglês scream queen) é uma atriz que se tornou associada ao cinema de terror por interpretar uma personagem feminina importante que fica amedrontada ou é atacada. São artistas que destacaram-se no gênero por aparecerem como protagonistas de produções notáveis ou por desempenharem papéis recorrentes. Jamie Lee Curtis é apontada como uma das mais proeminentes rainhas do grito por sua atuação em vários filmes da franquia Halloween. Outros exemplos notáveis incluem Barbara Steele, Sandra Peabody, Linda Blair, Olivia Hussey, Marilyn Burns, Daria Nicolodi, Dee Wallace, Heather Langenkamp e Linnea Quigley. Mais recentemente, o termo rei do grito (scream king) passou a ser usado para se denominar o equivalente masculino.

## Definição
O termo scream queen, um jogo de palavras com a expressão screen queen (rainha da tela), refere-se tradicionalmente à protagonista de um filme de terror. As rainhas do grito costumam ter suas imagens destacadas em materiais de divulgação e têm bastante tempo de tela nos filmes. Quando não são as protagonistas, interpretam papéis centrais e, às vezes, até vilãs. A expressão é usada para se referir mais especificamente a "jovens e atraentes donzelas em perigo", personagens que costumam aparecer em várias produções do gênero. Lloyd Kaufman, cofundador da Troma Entertainment, observou que ser uma rainha do grito é "mais do que só chorar e ter ketchup jogado em você. Não basta apenas ser atraente, você também precisa ter um grande cérebro. Você tem que ter medo, você tem que ser triste, você tem que ser romântica".
Debbie Rochom, muitas vezes descrita como rainha do grito, escreveu num artigo publicado na GC Magazine que "uma verdadeira rainha do grito não é a mulher perfeita. Ela é sexy, sedutora e, o mais importante, 'atingível' para o indivíduo médio. Ou pelo menos assim parece". Embora as primeiras rainhas do grito representassem uma mulher que "só precisava ser bonita e gritar muito até que o herói do filme fosse salvá-la", as representantes posteriores mostravam-se como "mulheres preocupadas com algo diferente de um cara... a menos que esse cara esteja tentando matá-las", com algumas delas "fazendo vingança" ao derrotar o vilão. Essa mudança se relaciona ao surgimento, na década de 1970, do conceito de final girl, que é a ideia de que a personagem principal de um filme de terror poderia agir para a salvar a si mesma e aos outros do mal.

## História

### Primórdios

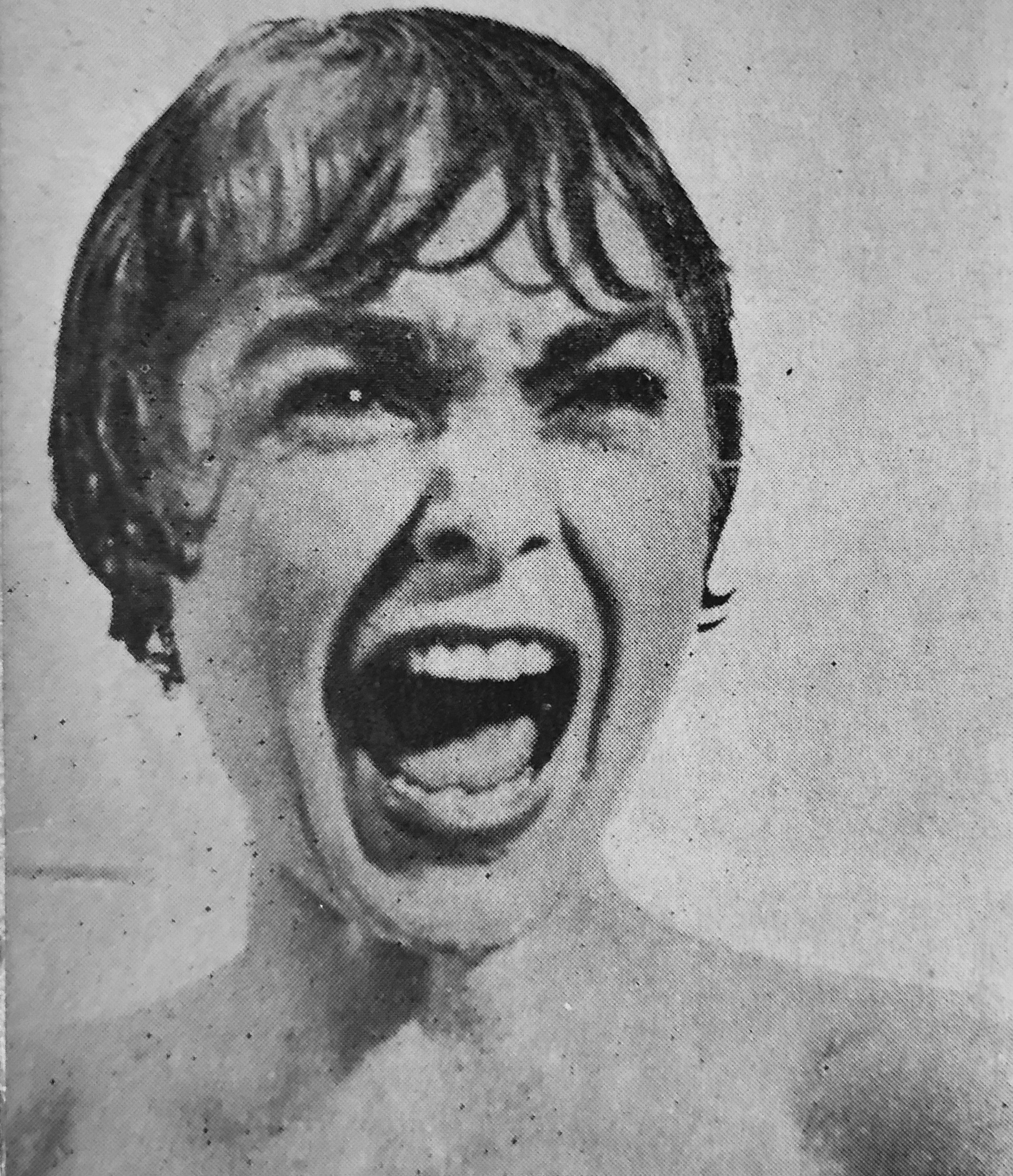
As primeiras rainhas do grito costumavam interpretar jovens belas e indefesas como, por exemplo, a personagem de Janet Leigh no filme Psycho (1960).

O destaque de mulheres em filmes de terror remonta à era do cinema mudo, com obras como Das Cabinet des Dr. Caligari (1920) e Nosferatu, Eine Symphonie des Grauens (1922). Nessas produções observa-se o estereótipo da protagonista que grita e desmaia diante do horror, rendendo-se ao vilão. George Feltenstein, historiador de cinema e vice-presidente sênior de marketing do catálogo cinematográfico da Warner Home Video, afirmou: "Mulheres gritando de terror têm sido um dos pilares de Hollywood — mesmo quando os filmes eram mudos". Segundo o historiador de cinema Brad Weismann, a primeira rainha do grito foi Mary Philbin, intérprete de Christine Daae em The Phantom of the Opera (1925). Contudo, o título scream queen só veio a surgir na década seguinte, como um apelido pejorativo que Fray Way recebeu por "gritar demais" no longa-metragem King Kong (1933). Segundo Weismann, Way tornou-se a rainha do grito mais popular da era clássica de Hollywood.
Durante décadas, obras relacionadas ao gênero mantiveram a ideia de uma protagonista fraca, destacando-se Marion Crane, interpretada por Janet Leigh no suspense Psycho (1960), dirigido por Alfred Hitchcock. Incapaz de revidar, a personagem é esfaqueada por Norman Bates, o assassino do filme, e termina morta e nua no chuveiro. Barbara Steele foi referida como a "rainha de todas as rainhas do grito" devido às suas aparições constantes como protagonista em diversas produções no auge do horror gótico no cinema italiano. Ela é mais lembrada por sua atuação em La maschera del demonio (1960), longa de Mario Bava em que desempenhou os papéis de uma bruxa malvada (Asa Vadja) e de uma princesa virginal (Katia Vadja). Com uma presença tida como estranha e inconstante, Steele especializou-se em interpretar tanto a vítima inocente como o monstro, sendo procurada por cineastas como Roger Corman, David Cronenberg, Jonathan Demme e Ryan Gosling.

### Década de 1970

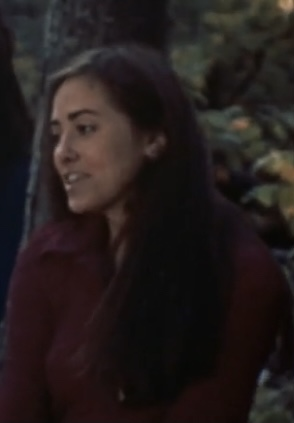
Sandra Peabody, aqui em cena de The Last House on the Left (1972), tornou-se conhecida por atuar em filmes de terror.

O título "rainha do grito" ganhou popularidade, sobretudo, durante os anos 1970. Nessa década, quatro atrizes tornaram-se exemplos seminais e influentes de rainhas do grito: Sandra Peabody, que interpretou Mari Collingwood em The Last House on the Left (1972), Marilyn Burns, que desempenhou o papel de Sally Hardesty em The Texas Chain Saw Massacre (1974), Olivia Hussey, intérprete de Jess Bradford em Black Christmas (1974), e Jamie Lee Curtis, que deu vida a Laurie Strode em Halloween (1978). Depois de The Last House on the Left, Peabody apareceu nos filmes de terror Voices of Desire (1972), Case of the Full Moon Murders (1972), Massage Parlor Murders! (1973) e Teenage Hitchhikers (1975). Burns, por sua vez, seguiu atuando em produções como Helter Skelter (1976) e Eaten Alive (1977).

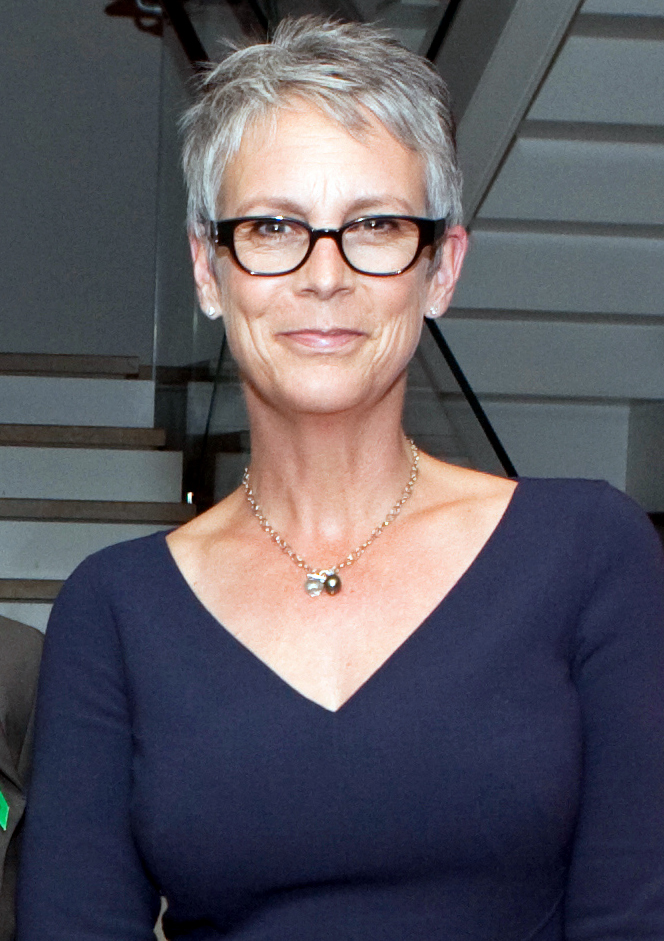
Jamie Lee Curtis, considerada a "rainha do grito definitiva".

Em Halloween, Jamie Lee Curtis, filha de Janet Leigh, teve seu primeiro papel no cinema. Interpretando Laurie Strode, uma jovem babá perseguida pelo assassino Michael Myers, Curtis estabeleceu-se como a "rainha do grito definitiva" e foi mesmo referenciada como tal no terror Scream (1996), por meio de uma fala do personagem Randy Meeks. Curtis estrelou vários outros filmes de terror nos anos seguintes, incluindo Prom Night (1980), Terror Train (1980) e Halloween II (1981); em The Fog (1980) e Halloween H20: 20 Years Later (1998) ela aparece junto com Leigh.
Em 1977, Jessica Harper destacou-se como a atriz principal de Suspiria, um clássico giallo dirigido por  Dario Argento. No mesmo ano, Dee Wallace estrelou The Hills Have Eyes, um dos primeiros filmes da carreira de Wes Craven; Wallace se estabeleceria como rainha de grito na década de 1980, aparecendo em The Howling (1981), Cujo (1983) e Critters (1986). Após atuar em Profondo rosso (1975), de Argento, e Schock (1977), de Mario Bava, Daria Nicolodi desempenhou o papel de rainha do grito em vários outros filmes de Argento, entre os quais Inferno (1980), Tenebrae (1982), Phenomena (1985) e Terror at the Opera (1987). Veronica Cartwright, que começou a interpretar esse tipo de papel em The Birds (1963), de Hitchcock, também foi uma rainha do grito proeminente na década de 1970, aparecendo na refilmagem de Invasion of the Body Snatchers (1978) e em Alien (1979).

### Década de 1980
O sucesso de Halloween reviveu os filmes slasher durante o final dos anos 1970 e ao longo da década seguinte, inspirando muitas produções similares e a consolidação de novas rainhas do grito. Entre os exemplos, destacam-se Friday the 13th (1980), que apresentou tanto uma protagonista (Adrienne King) quanto uma antagonista (Betsy Palmer) do sexo feminino, ambas referidas como rainhas do grito; e A Nightmare on Elm Street (1984), considerado um clássico do slasher, que introduziu o assassino sobrenatural Freddy Krueger e cuja atriz principal, Heather Langenkamp, foi considerada rainha do grito e se tornou uma das mais influentes.
Também se destacaram na época as atrizes Linnea Quigley, que apareceu especificamente em filmes considerados clássicos cult e de baixo orçamento, tais como Graduation Day (1981), Silent Night, Deadly Night (1984), The Return of the Living Dead (1985) e Night of the Demons (1988); Felissa Rose, com seu primeiro e mais conhecido papel em Sleepaway Camp (1983); Barbara Crampton, que estrelou Re-Animator (1985) e From Beyond (1986); e a britânica Catriona MacColl, que participou de três filmes de terror italianos dirigidos por Lucio Fulci: Paura nella città dei morti viventi (1980), L'aldilà (1981) e Quella villa accanto al cimitero (1981), os quais se tornaram produções cult. Mark Patton, que protagonizou A Nightmare on Elm Street 2: Freddy's Revenge (1985), passou a ser apontado décadas depois em convenções de terror como a primeira "rainha do grito masculina" do horror mainstream. Bruce Campbell, ator principal da franquia Evil Dead, foi considerado o "rei do grito definitivo".
Após ser nomeada ao Prêmio Saturno por Exorcist II: The Heretic (1977), Linda Blair, indicada ao Oscar e vencedora do Globo de Ouro de melhor atriz coadjuvante por seu papel de Regan MacNeil em The Exorcist (1973), participou de várias obras de terror durante os anos 1980, incluindo Hell Night, Witchery, Grotesque e The Chilling. Ela continuou atuando em filmes do gênero na década de 1990, incluindo uma participação especial em Scream, de Wes Craven, e o papel principal em Dead Sleep, um suspense australiano. Em 2008, no Festival de Cinema Fantástico da Universidade de Málaga, a atriz recebeu um prêmio pelo conjunto de sua obra por seu trabalho no cinema de terror. Após vários anos afastada do gênero, Blair retornou com os suspenses independentes All Is Normal (2008) e Landfill (2023).

### Décadas de 1990 e 2000

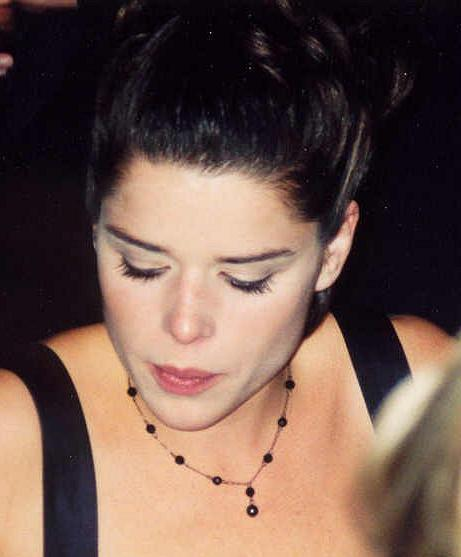
Neve Campbell notabilizou-se por interpretar Sidney Prescott, protagonista da franquia Scream.

Durante os anos 1990, Debbie Rochon estrelou dezenas de filmes de terror da produtora Troma e foi eleita pela revista Draculina como a "rainha do grito da década". Sheryl Lee interpretou as vítimas de assassinato Laura Palmer e Maddy Ferguson na telessérie Twin Peaks (1990-91) e no filme derivado Twin Peaks: Fire Walk with Me (1992); ela foi descrita como uma rainha do grito particularmente por sua atuação em cenas que se passam em Black Lodge, um cenário de dimensão paralela visto na série. O primeiro longa-metragem americano da atriz canadense Neve Campbell foi o horror cult The Craft (1996). Ela seguiu atuando no gênero, conseguindo o trabalho de maior sucesso de sua carreira ao estrelar como Sidney Prescott, o principal alvo de Ghostface na cinessérie Scream, uma criação de Wes Craven e Kevin Williamson.
Jennifer Love Hewitt foi rotulada como rainha do grito por sua participação nos longas I Know What You Did Last Summer (1997) e I Still Know What You Did Last Summer (1998). O primeiro filme dessa trilogia também foi protagonizado por Sarah Michelle Gellar, que começou sua carreira na televisão interpretando Buffy Summers, uma caçadora de vampiros, na série de drama sobrenatural Buffy the Vampire Slayer, trabalho pelo qual foi indicada a um Globo de Ouro e venceu o Prêmio Saturno de melhor atriz de televisão. Gellar passou a aparecer em outros filmes de terror feitos durante a década de 1990 e no novo milênio, incluindo Scream 2 (1997), The Grudge (2004) e The Grudge 2 (2006).
Entre 2000 e 2004, Katharine Isabelle protagonizou a trilogia Ginger Snaps no papel de uma adolescente que se transforma em licantropo. Ela estabeleceu sua fama de rainha do grito aparecendo em outros filmes de terror posteriores, incluindo o papel principal em American Mary (2012), um filme de estupro e vingança. Mary Elizabeth Winstead foi nomeada rainha do grito por sua atuação em produções como Monster Island (2004), The Ring Two (2005), Black Christmas (2006) e Final Destination 3 (2006); em 2011, ela interpretou a protagonista de The Thing, pré-sequência do filme homônimo de John Carpenter de 1982. Em 2005, Shauna Macdonald estrelou o horror britânico The Descent, que a estabeleceu como uma rainha do grito e lhe rendeu uma indicação ao Prêmio Saturno de melhor atriz.
Elisha Cuthbert passou a ser reconhecida como scream queen após protagonizar os longas de terror House of Wax (2005) e Captivity (2007). Na edição de 2006 do Scream Awards, Kate Beckinsale recebeu o título de "Rainha do Grito" do ano por seu papel no longa de ação e horror Underworld: Evolution. Em 2007, o USA Today publicou um artigo trazendo entrevistas com atrizes que, no parecer do jornal, poderiam ser classificadas como rainhas do grito modernas; Sheri Moon Zombie, Jaimie Alexander, Andrea Bogart, Mercedes McNab, Tiffany Shepis e Cerina Vincent foram as artistas listadas. Desde 2007 e sua aparição na refilmagem de Halloween, Danielle Harris expandiu seu trabalho no gênero, sendo posteriormente descrita como "rainha do grito reinante do terror" pelo NY Daily News.

### Décadas de 2010 e 2020
Bipasha Basu foi referida como "rainha do grito de Bollywood" devido às suas contribuições ao horror da Índia com seus filmes de grande sucesso como Raaz (2002) e Raaz 3D (2012). A atriz indonésia Tara Basro foi descrita como uma rainha do grito por seus papéis nos filmes Pengabdi Setan (2017) e Perempuan Tanah Jahanam (2019), de Joko Anwar. A australiana Samara Weaving começou sua contribuição para o gênero horror estrelando a primeira temporada de Ash vs Evil Dead (2015), antes de conseguir o papel principal na comédia de terror e humor sombrio The Babysitter (2017). Ela retornou a esse papel em 2020 com a sequência The Babysitter: Killer Queen, solidificando-se como rainha do grito com sua atuação no sucesso comercial e de crítica Ready or Not (2019). Em 2023, ela atuou em Scream VI.
Em 2016, a Screen Rant publicou uma lista das "15 maiores rainhas do grito da história do terror", incluindo Linda Blair, Danielle Harris, Lisa Wilcox, Vera Farmiga, Janet Leigh, Marilyn Burns, Veronica Cartwright, Neve Campbell, Naomi Watts, Heather Langenkamp, Eva Green, Chloë Grace Moretz, Sarah Michelle Gellar, Barbara Steele e Jamie Lee Curtis. Toni Collette, cujo primeiro trabalho no gênero foi o suspense psicológico The Sixth Sense (1999), consolidou-se no cinema de horror ao estrelar Hereditary (2018). No final da década de 2010, Curtis retornou à franquia Halloween, reinterpretando a heroína Laurie Strode em luta contra Michael Myers numa trilogia que deu continuidade, quarenta anos depois, aos eventos do filme original de 1978: Halloween (2018), Halloween Kills (2021) e Halloween Ends (2022).
Melissa Barrera estrelou os slashers Scream (2022) e Scream VI (2023) e o suspense Bed Rest (2022), estabelecendo-se como uma rainha do grito. O título também foi atribuído a Mia Goth, cujo desempenho nos longas de slasher X e Pearl (ambos de 2022) recebeu elogios da crítica. Outra artista que firmou uma imagem de rainha do grito foi Jenna Ortega, que contracenou com Goth em X e protagonizou Scream (2022), além de interpretar o papel-título em Wednesday, série de comédia dramática e terror distribuída pela Netflix e baseada em The Addams Family. Ortega reviveu seu papel em Scream na sequência, Scream VI. Após interpretar a protagonista do horror sobrenatural Talk to Me (2022), a atriz australiana Sophie Wilde também passou a ser referida como uma das rainhas do grito do início da década de 2020.

## Reis do grito

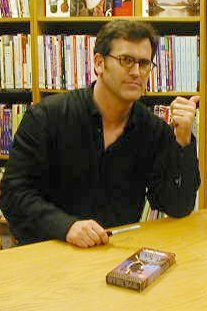
Bruce Campbell, mais conhecido por interpretar Ash Williams na franquia Evil Dead, foi descrito como um "rei do grito".

O termo scream king ("rei do grito") tem sido usado mais recentemente para se referir a atores do sexo masculino que se notabilizaram por assumir papéis de protagonistas em produções de terror. Eles geralmente dão vida ao final guy ("último cara") do filme, ou seja, o único personagem masculino que sobrevive até o final para enfrentar a ameaça, o que é um contraponto ao tropo da  final girl ("última garota"). Embora com pouca frequência ao longo das décadas, o cinema de terror já produziu diversos filmes com esse tipo de personagem; Brian Matthews em The Burning (1981), Rutger Hauer em The Hitcher (1986), Elijah Wood em The Faculty (1998), Josh Hartnett em Halloween H20 (1998), Jay Hernandez em Hostel (2005) e Xavier Samuel em The Loved Ones (2009) são exemplos de atores que interpretaram "últimos sobreviventes".
A autora Rachel Roth ressaltou que o número de filmes de terror que incluem final guys passou a aumentar desde o final da década de 1980, como parte de um lento processo de mudança na representação de gênero no horror. Ela define a ascensão dos "reis do grito" como resultado do afastamento de fórmulas em que os homens são normalmente considerados monstros contra os quais uma personagem feminina deve lutar; nesse contexto, as atrizes são cada vez menos elencadas como vítimas e mais como heroínas e, às vezes, como o próprio monstro ou o vilão. Roth cita Bruce Campbell como um dos primeiros exemplos de rei do grito pelo papel desempenhado por ele na franquia Evil Dead.
Entre outros, também são considerados reis do grito notáveis: Tony Todd, por seu desempenho em vários filmes do gênero a partir de Candyman (1992), incluindo a franquia Final Destination; Kurt Russell, por seus papéis em The Thing (1982) e Bone Tomahawk (2015); David Arquette, mais conhecido por interpretar o xerife Dewey Riley na franquia Scream; Devon Sawa, conhecido por Idle Hands (1999) e Final Destination (2000); Rory Culkin, que teve papéis de destaque em Signs (2002) e Scream 4 (2011); Thomas Jane, que estrelou Deep Blue Sea (1999), The Mist (2007) e 1922 (2017); Patrick Wilson, que apareceu em Insidious (2010) e na franquia The Conjuring; Anton Yelchin, por sua atuação em obras como Fright Night (2011) e Green Room (2015); Evan Peters, o único intérprete masculino a aparecer em nove das onze temporadas de American Horror Story; Daniel Kaluuya, por suas atuações em Get Out (2017) e Nope (2022); Bill Skarsgård pela interpretação de Pennywise, e Jaeden Martell pelo papel de Bill Denbrough, ambos em It (2017) e It Chapter Two (2019); Justin Long, que atuou em Jeepers Creepers (2001), Drag Me to Hell (2009) e Tusk (2014); Kyle Gallner, que participou de A Nightmare on Elm Street (2010), Scream (2022) e Smile (2022); e Ethan Hawke, que firmou-se no gênero em produções como Sinister (2012), The Purge (2013) e The Black Phone (2022).